# スヌーカー

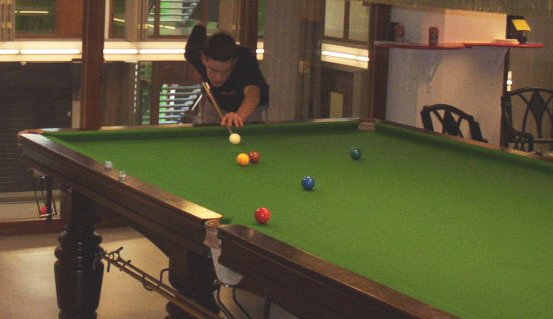

スヌーカー（英語: snooker）は、ビリヤード（キュースポーツ）の一形態である。使われるテーブルは他のビリヤード競技に比して大きく、玉はブリティッシュ・プールとほぼ同じ大きさで、アメリカン・プールよりは小さく、独自のルールを持つ。主にイギリス連邦諸国において人気が高く、特にイギリスにおいては試合のテレビ中継が盛んに行われている。また近年はタイ・中国を中心にアジア諸国でも人気が高まってきている。

## 歴史
19世紀後半のインド駐留英軍将校の間でビリヤードは一般的な娯楽であったが、従前のゲームルールでは1対1の対戦形式であったため、より多くの人数で楽しめるよう、まず最初に「プール（Pool）」と分類されるビリヤードが開発された。ライフ・プールやピラミッド・プールのようなゲームが一般的になっていったのち、さらにそれらから、赤球を穴に落とした（ポケットした）後に黒球を狙うというゲームが考案され、これがスヌーカーの原型となった。
現在有力な説では1875年、ネビル・フランシス・フィッツジェラルド・チェンバレン卿（当時は准大尉、後に大佐）が15個の赤球とそれぞれ一個ずつの黄・緑・ピンク・黒を用いるゲームを考案した（茶と青は後に加えられた）。英語でsnookerとは「あっかんべぇ」等を意味すると言われているが、当時の英軍においてsnookerとは入隊一年目の士官候補生を指す俗語であり、この遊戯の名称となった。
1885年、ビリヤード英国チャンピオンのジョン・ロバーツがインドを訪れた際、チェンバレンからスヌーカーを紹介され、帰国後に英国内に広めた。

## 用具・器具

スヌーカーテーブルと球の開始位置

キュー
一般的に使用されるポケット用、キャロム用のキューに比べて先端部分（タップ）の直径が小さいものが多い。これはスヌーカーで使用されるボールが他の競技のものに比べ小さいため、より正確な撞点を狙うためである。
またスヌーカーテーブルは非常に大きいため、キューの最後尾にエクステンションと呼ばれる延長パーツを取り付けられるものもある。
テーブル
テーブルには四隅と長辺の真ん中2箇所、合計6つのポケットがある。他のポケット競技で使用されるテーブルに比べ非常に面積が大きく、ポケットのサイズが小さい。ポケットビリヤードはボールの直径を1とするとポケットの大きさが2.1であるのに対し、スヌーカーのポケットはボールの直径を1とすると1.4しかない。またポケットの角の部分が丸くなっており、テーブル上には目の付いた毛織布が張られておりその上を転がるボールは自然にカーブするため、ポケットするのは非常に難しい。
ボール
スヌーカーでは15個の赤色の球、6個の「カラーボール」（黄・緑・茶・青・桃・黒）、1個の手球（白）を使用する。
キャロム競技や他のポケット競技で使用されるボールよりも小さい。
レスト（メカニカルブリッジ）
自分の手でブリッジが組めない位置に手球がある場合等に使われる。
スヌーカーでは通常のレストはもちろん、スワンネックやスパイダー等の特殊な形状のレストも何種類か存在する。

## ルール
基本は、まず15個ある赤球とカラーボールを交互にポケットに落としていく（ポット）。この際カラーボールについては、ポット後直ちに初期配置のスポット（既にスポットに他の球がある場合は、空いている他のスポットの中で最も得点の高いスポット）に戻されるが、赤球は一度ポットするとフレーム終了までテーブル上に戻されることはない。球をポットすると、プレイヤーは球の色に応じた得点（赤=1点、黄=2点、緑=3点、茶=4点、青=5点、桃=6点、黒=7点）を得る。
なお球をポットできなかった場合、プレイヤーは交代となる。この時、自分の狙った球（カラーボールの場合は事前にどの球を狙うか宣言する）に手球が当たらない場合は「ファウル」となり、相手に最低4点（青・桃・黒を狙った場合はその球の点数）が与えられる。またこの際、ボールへ当てる最善の努力を怠ったと審判が判断した場合には、「ファウルアンドミス」がコールされる。相手から要求があれば、ファウル前の局面に球の配置を戻した上でやり直し（リプレイス）となる場合もある（詳細は後述）。ここで再度ファウルすると、さらに相手に点数が加算されるため、相手が狙い球に手球を当てづらくするセイフティプレイが重要な意味を持ち、「セイフティの応酬こそがスヌーカーの醍醐味である」と語るファンも多い。
赤球を全てポットした後（最後の赤球をポットした後のカラーボールのポットはスポットに戻され、その後から）は、カラーボールを得点の少ないものから順番にポットし（この時はポットされた球はスポットには戻されない）、全ての球をポットしたらフレームは終了となる。
したがって、1フレームにおける最大の得点は、赤→黒→赤→黒→…と球を落としていった場合の147点（(1+7)×15+2+3+4+5+6+7=147）となる（ただし相手プレイヤーがファウルした場合などに得点が入る場合があるので、理論的には147点を超える得点を得る可能性もある）。なお、1フレームで147点の連続得点する（ブレークする）ことを「マキシマムブレイク」と呼ぶが、極めて達成は難しく、プロのスヌーカープレーヤーでも達成したことがない人間が多数存在する。
各フレームの勝敗は各プレイヤーが得た得点によって決するため、まだ球が台上に残っている状態でも既に逆転が不可能なほどに点差が開いている場合は、得点の少ない側のプレイヤーが負けを認め（コンシード）、次のフレームに進む場合もある。また全ての球がポットされてもプレイヤーの得点が同点だった場合は、黒球と手球だけを使用したゲームを行い（「ブラックボールゲーム」と呼ばれる）、先に黒球をポットした方が勝者となる。
試合の勝敗は通常取得したフレーム数で決するため、1試合は奇数のフレームで構成されるのが普通。ただしプレミアスヌーカーリーグの予選のように、1試合が偶数のフレーム（引き分けあり）で構成される大会もある。

## 用語
スヌーカーにおいては、プールビリヤードなどとは異なる表現をする用語・スヌーカー独自の用語が多数存在する。以下にその主なものを記す。
スヌーカー
スヌーカーにおいては、「スヌーカー」という言葉自体に複数の意味が存在するため、文脈によって同じ「スヌーカー」でも意味が異なる場合がある。
1. 競技としてのスヌーカーそのもの。
2. 自分の狙いたい球と手玉の間に他の球が挟まっていて、直接その球を狙えない状態のこと（スヌーカー状態）。プールでも用いられる。
3. 現在台上に残っている球で獲得可能な最高得点を獲得した場合でも、相手プレイヤーの得点を逆転できない状態のこと。この場合、相手にファウルを1回させることで少なくとも4点差が縮まることから、テレビ中継などでは「4点差＝1スヌーカー」として表現されることが多い（例えば台上に35点分球が残っている状態で相手と45点差がある場合は、3回ファウルで逆転となるので「3スヌーカーズ」となる）。

イン・オフ
いわゆる「スクラッチ」のこと。手球がポケットに落ちることをいう。イン・オフした場合、ファウルとなり、手球は相手のボール・イン・ハンド（後述）となる。
ブレーク
赤→カラー→赤→カラーと、相手に撞かせることなく、連続して得点すること。最高は147点（Maximum Break。ただし理論上は155点まで存在するが、公式戦での達成者はいない）。100点以上のブレークを、“Century Break” と呼び、50点のブレークを、“Half Century” と呼ぶ。このほか一つの大会で得点の最も高いブレークを "Highest Break" と呼ぶ。なお、最初のショットも、“Break Shot” と呼ぶが、スヌーカー用語で、「ブレーク」といえば、連続得点のほうを指すことが多い。プロの大会ではMaximum Break / Highest Breakに賞金がかけられていることが多い。
コンシード
降参のこと。点差が開き、逆転の見込みがなくなった場合には、自分の撞く順番が来た際にコンシードできる。
フリーボール
ファウルが起こった後に、審判によってコールされる、狙うべきボールの対象が広げられた状態（後述）。ポケットビリヤードのフリーボールとは、意味が異なる。このフリーボールの状態を得ることによって、147点を超えるブレークが理論上可能となる。
ボール・イン・ハンド
自由に手球を置くことができる状態。ただし、Dゾーン（ボークラインといわれるラインと、そこからひかれた半円状の線の中）の中のみであり、Dゾーン以外に手球を置くことは認められていない点がプールなどとは異なる。
タッチング・ボール
手玉と赤球がくっついている場合に審判によってコールされる。この場合手玉はすでに赤に当たったと判断され、次のショットでは赤に当てる必要がない。ただし、手球を撞くときに、タッチしているボールが動くと、ファウルとなる。

### 「ファウル」と「ファウルアンドミス」
スヌーカーではプレイヤーが失敗を犯した場合の処置として「ファウル」と「ファウルアンドミス」の2種類が存在する。ファウルは、主に以下の行為があげられる。なお、日本スヌーカー連盟は、世界プロフェッショナルビリヤード・スヌーカー連盟 (WPBSA) 公式規程に準拠し「ルールに違反するものすべて」をファウルであると定義しており、さまざまな例がファウルにあたる。以下に示すものは、中でもごく一部の例である。
- 狙ったボールにヒットしなかった場合（赤がオンの場合には赤、それ以外の場合には宣言したカラーボール）
- 狙った色以外のボールがポケットに落ちた場合（赤を狙うべき時に他のカラーボール、宣言したカラーボール以外のボール。ただし、赤を狙い、その狙った赤がはずれたが、他の赤が落ちた場合は反則ではない。また、赤を狙っている状態で、複数の赤が落ちた場合も反則ではない。この場合には、落ちた赤の数だけ点数が入る）
- 手球がポケットに落ちた場合（イン・オフ）
- ジャンプショット（手玉をジャンプさせ障害となるボールを飛び越して第一的球にヒットさせるショット。スヌーカーでは反則となる。ただし、的球に当たった後で、ジャンプして他のボールを超えるのは反則ではない）
- その他、ビリヤード一般に反則とみなされるルール（撞く際に足のいずれかが地面についていない・二度撞き・的球に触る・ボール・イン・ハンド以外で手球に触る、など）

スヌーカーでは、プールなどの、いわゆる「ワンクッションルール」は存在しない。そのため、赤をポットした後、カラーボールにわずかに触り、カラーの裏に隠すショットなども、有力なセフティの一手段となっている。
ファウルを犯した場合には、ペナルティとして相手に最低4点が与えられる。また、相手は、以下から、次のプレーを選択できる。
- 自分が撞く
- 相手に撞かせる（プレイアゲイン）

前述の通り、プレーヤーは、狙うべきボールにあたるよう、最大限の努力をしなければならない。この努力を怠って、ファウルをしたと審判がみなした場合には、ファウルとともに、「ミス」がコールされる。これを「ファウルアンドミス」という。ファウルアンドミスの場合には、上記のペナルティに加え、以下の選択肢が増える。
- テーブルの上を、ファウルアンドミスを犯す前のボールの状態に戻す（リプレイス）。ただし、リプレイスは連続3回までである。

プロの試合においては、狙うべきボールにあたらなければ、ほとんどの場合、ミスがコールされる。
フリーボール
ファウルの際のスヌーカーの独自のルールである。ファウルが起こった後、狙うべきボールが、スヌーカー状態である場合、審判はフリーボールを宣言する。フリーボールが宣言されると、ファウルを犯した相手のプレーヤーは、任意のカラーボールを狙うべきボールとして、指定することが可能となる。この場合、指定されたボールは、本来狙うべきであったボールの得点と同じ得点となる。また、ポットされた場合には、そのカラーボールは所定のスポットに戻る。

## プロプレイヤー
英国において、プロのスヌーカープレーヤーは数多く、収入も高い。例えば、スヌーカー界最高のタイトルである世界スヌーカー選手権の優勝賞金は42万5000ポンド（約6300万円）にも上る。また、2006/2007年世界ランク3位のロニー・オサリバンは、1シーズン（2005/2006年）の賞金だけで254,300ポンド（約5930万円）を稼ぎ出している。また、2006/2007年世界ランク1位の、スティーブン・ヘンドリーは、2006/2007年シーズン開始時で、生涯獲得賞金が8,134,585ポンド（約19億円）にのぼる。世界ランク30位程度の選手でも年間賞金獲得額は1000万円前後に上っており（これ以外にスポンサーからの収入等も加わるので、実際の年収はもっと高い）、他のビリヤード（プール、キャロム）のプロが賞金だけで食べて行くのは難しいと言われているのとは対照的である。
そうした状況の背景には、英国におけるスヌーカー人気の高さがある。イギリス国内ではスヌーカーの試合の模様がテレビ中継されることは珍しくなく、中でも世界選手権の模様はBBCが連日生中継するほど。また同じくイギリスのSky Sportsが放送する「プレミアスヌーカーリーグ」も人気が高く、2005年からは全試合生中継に移行した。
代表的なプロのスヌーカープレーヤーであるスティーブ・デイビスやジミー・ホワイトはイギリス国内で国民的な人気を得ており、特にスティーブ・デイビスは本業のスヌーカー以外にテレビのクイズ番組の司会やラジオのパーソナリティーも務めたことがある。近年ではポール・ハンターがそのルックスから「スヌーカー界のデビッド・ベッカム」として人気があった（しかし2006年にガンのため亡くなっている）。また1990年代に入って以降ジェームズ・ワタナ（タイ）・マルコ・フー（香港）、近年は、ディン・ジュンフイ（中国）などアジア圏出身のプロの活躍も目立っており、アジア圏でのスヌーカー人気上昇に一役買っている。

## 日本におけるスヌーカー
日本においては、面積にして通常のポケットビリヤード台の倍ぐらいの大きさがある（長辺11フィート8.5インチ。およそ3.55メートル）というスヌーカー台の大きさや、知名度の低さなどが災いし、スヌーカーはほとんど普及していない。いわゆるビリヤード場でもスヌーカー台を置いているところはごくわずか。2005年6月現在、国内にあるスヌーカー台は全部で43台（JSPC (Japan Snooker Players' Club) 調べ）と極めて少ない。
しかし近年では、2000年頃よりJ SPORTSが「プレミアスヌーカーリーグ」の放送を開始したことが契機となり、徐々に国内でもスヌーカーに関する関心が高まってきている。現在はJSPCによる定例トーナメントが開催されている他、2001年より「アダムジャパン・スヌーカーチャンピオンシップ」、2002年より全日本スヌーカー選手権といった大会も開催されるようになった。また2004年のさいたま国体ではデモンストレーションとして行われたビリヤード競技の一種目としてスヌーカーも開催された。